# 33 Wileński Dywizjon Artylerii Lekkiej
33 Wileński dywizjon artylerii lekkiej (33 dal) – oddział artylerii lekkiej Wojska Polskiego II Rzeczypospolitej.

## Kompania artylerii pieszej
15 maja 1924 Minister Spraw Wojskowych powołał do życia 3 kompanię artylerii pieszej dla Obozu Warownego „Wilno”. Za oficjalną datę powstania 3 kompanii artylerii pieszej uznano dzień 7 czerwca 1924. Kompania stanowiła jednostkę wyszkoleniową. Pod względem zaś mobilizacyjnym i administracyjnym podlegała dowódcy 3 pułku artylerii ciężkiej na prawach dywizjonu detaszowanego. Dowódca kompanii otrzymał uprawnienia dyscyplinarne dowódcy dywizjonu.
Struktura organizacyjna 3 kompanii artylerii pieszej

Organizacja i uzbrojenie w 1924:
- drużyna dowódcy
  - poczet dowódcy
  - sekcja łączności
  - oddział zaprzęgowy
  - oddział funkcyjnych
- 1 bateria artylerii polowej (2 rosyjskie haubice 48-liniowe wz. 09)
- 3 bateria artylerii polowej (2 austriackie haubice 15 cm wz. 14/16)
- 3 bateria artylerii polowej (2 austriackie moździerze 18 cm wz. 80)

Łącznie w drużynie dowódcy było 4 oficerów, 51 szeregowych, 7 koni wierzchowych i 16 koni artyleryjskich, a w każdej baterii po 2 oficerów, 27 szeregowych i 3 konie wierzchowe. Działa nie posiadały zaprzęgów. W razie potrzeby miały być przewożone na stanowiska przez oddział zaprzęgowy.
W 1925 kompania poddana została zmianom organizacyjnym. 1 bateria pozostała bez zmian i nadal wyposażona była w 2 rosyjskie haubice 48-liniowe wz. 09, w 2 baterii pozostawiono jedną haubicę austriacką 15 cm wz. 14/16, a drugą zastąpiono włoską armatą dalekonośną kal. 149 mm, 3 bateria otrzymała zaś dwie haubice niemieckie 15 cm wz. 96.
Zgodnie planem mobilizacyjnym „S”, 3 pac miał w razie mobilizacji rozwinąć 3 kap w III batalion artylerii pieszej z 12 bateriami. W jego składzie występowała 31 kap wyposażona w 6 rosyjskich haubic 48-liniowych, 32 kap z 2 armatami francuskimi kal. 120 mm wz. 78 i 4 austriackimi 15 cm haubicami, 33 kap z 6 austriackimi 18 cm moździerzami wz. 80, 34 kap z 2 armatami włoskimi kal. 149 mm i 4 niemieckimi haubicami kal. 150 mm wz. 96.
Zbytnie obciążenie zadaniami mobilizacyjnymi 3 pac spowodowało, że Inspektor Armii gen. dyw. Władysław Jung zaproponował usamodzielnienie 3 kompanii artylerii pieszej.

## Dywizjon artylerii
30 marca 1931 kompania artylerii pieszej nr 3 została przemianowana na 3 dywizjon artylerii pieszej. Jednostka została usamodzielniona. Termin gotowości do działania nowej jednostki organizacyjnej ustalono na 1 września.
Struktura organizacyjna 3 dywizjonu artylerii pieszej

Organizacja i uzbrojenie w 1931:
- drużyna dowódcy (adiutant, oficer zwiadowczy, podoficer zwiadowczy, kancelista i trębacz)
- drużyna łączności (8 patroli telefonicznych pieszych i patrol radio – łącznie oficer łączności, 3 podoficerów zawodowych i 41 szeregowych)
- podkwatermistrzostwo (6 oficerów, 10 podoficerów zawodowych, 42 szeregowych i 8 koni wierzchowych)
- pluton administracyjny (warsztat szewsko-krawiecki, sanitariusze, podkuwacze, kucharze, ordynansi i luzacy – łącznie 9 podoficerów zawodowych, 33 szeregowych, 3 koni wierzchowych i 32 taborowych oraz 6 wozów)

baterie artylerii (na czas wojny):
- 1 bateria artylerii pieszej (4 armaty kal. 120 mm wz. 78)
- 2 bateria artylerii pieszej (4 armaty kal. 120 mm wz. 78)
- 3 bateria artylerii pieszej (4 armaty kal. 120 mm wz. 78)
- 4 bateria artylerii pieszej (4 austriackie haubice 15 cm wz. 14/16)
- 5 bateria artylerii pieszej (3 haubice niemieckie kal. 150 mm wz. 96)
- 6 bateria artylerii pieszej (3 haubice kal. 150 mm wz. 02)
- 7 bateria artylerii pieszej (3 haubice kal. 150 mm wz. 02)

Z dniem 1 czerwca 1933 3 dywizjon artylerii pieszej przemianowany został na 33 dywizjon artylerii lekkiej. Zmieniono też strukturę organizacyjną.
Organizacja i uzbrojenie w 1933:
- dowództwo
- kwatermistrzostwo
- 1 bateria (4 armaty kal. 77 mm wz. 16)
- 2 bateria (4 armaty kal. 77 mm wz. 16)
- 3 bateria (4 haubice kal. 105 mm wz. 16)

Po pewnym  czasie zmieniono uzbrojenie w bateriach. Dywizjon otrzymał armaty francuskie kal. 75 mm wz. 97 oraz haubice polskie kal. 100 mm wz. 14/19P.
W 1935 rok powiększono etat pokojowy dywizjonu. Utworzono stanowisko zastępcy oficera mobilizacyjnego, zbrojmistrza i magazyniera
.
Taki stan utrzymał się do 1938. W ramach reorganizacji artylerii utworzona została dodatkowa bateria haubic. Do wybuchu wojny dywizjon posiadał w swoim składzie 1. i 2 baterię armat oraz 3. i 4 baterii haubic. Pod względem mobilizacyjno-materiałowym została mu przydzielona kompania łączności Obszaru Warownego „Wilno” i 2 bateria pomiarów artylerii.
31 grudnia 1937 minister spraw wojskowych rozkazem Dep. Dow. Og. 1590.26 P.U. nadał dywizjonowi nazwę „33 wileński dywizjon artylerii lekkiej”.
| Obsada personalna i struktura organizacyjna w marcu 1939: |                                             |
| Stanowisko                                                | Stopień, imię i nazwisko                    |
| dowódca dywizjonu                                         | ppłk Władysław Suryn                        |
| I zastępca dowódcy                                        | mjr Józef Robert Baumann                    |
| adiutant                                                  | kpt. Marian Janusz Hecker                   |
| lekarz weterynarii                                        | kpt. Tadeusz Marian Elektorowicz            |
| oficer zwiadowczy                                         | kpt. Alfons Roman Krajewski                 |
| II zastępca dowódcy (kwatermistrz)                        | kpt. Jan II Nowicki                         |
| oficer mobilizacyjnego                                    | kpt. adm. (art.) Eugeniusz Antoni Chechłacz |
| zastępca oficera mobilizacyjnego                          | por. Eugeniusz Łuniewicz                    |
| oficer administracyjno-materiałowy                        | por. Wacław Korzeniewski                    |
| oficer gospodarczy                                        | kpt. int. Franciszek Mularski               |
| dowódca plutonu łączności                                 | por. Michał Celestyn Oleszek                |
| oficer plutonu                                            | ppor. Jerzy Seweryn Walusiński              |
| dowódca szkoły podoficerskiej                             | kpt. Alfons Roman Krajewski                 |
| zastępca dowódcy                                          | ppor. Zdzisław Jan Kwiatkowski              |
| dowódca plutonu                                           | ppor. Władysław Grzegorczyk                 |
| dowódca 1 baterii                                         | kpt. Bolesław Zagórny                       |
| dowódca plutonu                                           | ppor. Jan Seweryn Naborowski                |
| dowódca 2 baterii                                         | p.o. por. Bolesław Gołofit                  |
| oficer 2 baterii                                          | ppor. Władysław Grzegorczyk                 |
| dowódca 3 baterii                                         | kpt. Karol Kunkiel                          |
| dowódca plutonu                                           | ppor. Zbigniew Zajączkiewicz                |
| na kursie                                                 | kpt. Witold Budzyński                       |
| oddelegowany                                              | kpt. dypl. Wacław Narcyz Chocianowicz       |

## Mobilizacja
33 dywizjon artylerii lekkiej w I rzucie, w 6 dniu mobilizacji powszechnej miał zmobilizować 33 pułk artylerii lekkiej. Pierwsze dwa dywizjony pułku miały zostać wyposażone w armaty kal. 75 mm, a III dywizjon w haubice kal. 100 mm. Ponadto w I rzucie, w 7 dniu mobilizacji powszechnej, dywizjon zmobilizować miał też 2 baterię pomiarów artylerii oraz 325. i 326 jednokonną kolumnę taborową. Mobilizacja 33 pal rozpoczęła się 31 sierpnia. I dyon mobilizował się w średniej szkole ogrodniczej na Pohulance, II dyon w majątku Bujdziwiszki, a III dyon w majątku Zameczek.
5 września ukończono formowanie III dyonu. Wieczorem tego dnia wyruszono marszem pieszym do stacji kolejowej Wilno–Ponarska. Formowanie II dyonu zostało ukończone w godzinach rannych 6 września. W zmobilizowanym pułku wyjątkowo duży procent stanowili rezerwiści–Białorusini oraz żołnierze starszych roczników. Oceniono jednak, że nastroje były bardzo dobre, a wola walki z Niemcami duża.

### Oddział Zbierania Nadwyżek 33 dal
Po ukończeniu mobilizacji, w koszarach 33 dal, pozostały nadwyżki oficerów i szeregowych. Dowództwo nad OZN 33 dal objął kpt. Eugeniusz Chechłacz. Wkrótce został on włączony w skład Ośrodka Zapasowego Artylerii Lekkiej nr 3 w Wilnie. Z nadwyżek dywizjonu utworzona została 6 bateria artylerii. Oficerami baterii byli podporucznicy rezerwy: Hankiewicz, Romanowski, Siury, Tadeusz Szpiganowicz. Wieczorem 17 września, bateria otrzymała rozkaz zajęcia stanowisk ogniowych na przedpolu Wilna. Udało się wystawić jedynie dwa działony. Dowódcą pierwszego z nich został por. Moryk, a drugiego plut. pchor. Zygmunt Mioduszewski. Nocą z 18 na 19 września oba działony zajęły stanowiska ogniowe na jednym z wileńskich mostów. W związku z rozkazem rezygnacji z obrony miasta, oba działony jak również reszta baterii nr 6, otrzymała rozkaz marszu przez Mejszagołę ku granicy litewskiej. 19 września OZN 33 dal przekroczył granicę Rzeczypospolitej. W ręce sowieckie dostali się i zostali zamordowani wiosną 1940 następujący oficerowie 33 dal: II zastępca dowódcy 33 dal kpt. Jan Nowicki, por. rez. inż. Stanisław Zembowicz, ppor. Stanisław Dembicki, ppor. rez. Tadeusz Chaszkowski, ppor. rez. Józef Kownacki, ppor. rez. inż. Przemysław Siwik.

## Symbole dywizjonu
Sztandar dywizjonu
27 listopada 1937 Prezydent RP Ignacy Mościcki zatwierdził wzór sztandaru dla 33 dywizjonu artylerii lekkiej.
Sztandar został wykonany zgodnie z wzorem określonym w rozporządzeniu Prezydenta Rzeczypospolitej z 13 grudnia 1927 o godłach i barwach państwowych oraz o oznakach, chorągwiach i pieczęciach. Na środku krzyża, w wieńcu laurowym, widniał napis HONOR I OJCZYZNA. Na prawej stronie płata także znajdował się amarantowy krzyż, w środku którego wyhaftowano orła w wieńcu laurowym. Na białych polach, pomiędzy ramionami krzyża, znajdowały się cyfry 33 w wieńcach laurowych.
Na lewej stronie płatu sztandarowego umieszczone były:
- w prawym górnym rogu na tarczy – wizerunek Matki Boskiej Ostrobramskiej,
- w lewym górnym rogu na tarczy – wizerunek Świętej Barbary,
- w prawym dolnym rogu na tarczy – godło m. Wilna,
- w lewym dolnym rogu na tarczy – odznaka pamiątkowa 33 dal.
- na dolnym ramieniu krzyża kawalerskiego – napis Wilno 7.VI.1924[16].

Sztandar wręczył dywizjonowi marszałek Edward Śmigły-Rydz w Wilnie 3 lipca 1938, podczas uroczystości wręczenia siedmiu oddziałom artylerii sztandarów ufundowanych przez społeczeństwo Wilna i północno-wschodnich ziem Rzeczypospolitej. O losach sztandaru brak wiadomości.
Odznaka pamiątkowa
26 marca 1934 minister spraw wojskowych marszałek Polski Józef Piłsudski zatwierdził wzór i regulamin odznaki pamiątkowej 33 dywizjonu artylerii lekkiej.
Odznaka ma kształt krzyża maltańskiego ze srebrnymi obwódkami. Wnętrze krzyża wypełnione białą emalią. Na prawym, lewym oraz dolnym ramieniu umieszczone zostały srebrne inicjały „DAL”. Na środku krzyża został srebrny orzeł trzymający w szponach skrzyżowane lufy armatnie. Na piersiach orła umieszczono numer dywizjonu „33”.
Odznaka żołnierska była wykonana w całości z białego metalu. Wykonanie: Teofil Filipski – Wilno.

## Dowódcy pododdziału
| Stopień, imię i nazwisko                  | Okres pełnienia służby     | Kolejne stanowisko      |
| Dowódcy kompanii                          |                            |                         |
| mjr art. Witold Radziulewicz              | od 25 VI 1924              |                         |
| mjr art. Włodzimierz Lewgowd              | do 28 II 1927              | kwatermistrz 3 pac      |
| mjr art. Franciszek Filek                 | od 28 II 1927              |                         |
| mjr art. Sylwester Seidel                 | od 26 IV 1928              |                         |
| kpt. art. Czesław Lewkowicz               | od 1929                    |                         |
| mjr art. Jerzy Leonhard                   | od 1 VIII 1929             |                         |
| Dowódcy dywizjonu                         |                            |                         |
| mjr art. Jerzy Leonhard                   | 1 IV 1931 – 31 X 1932      | 1 pal Leg.              |
| mjr / ppłk art. Włodzimierz Klewszczyński | 31 X 1932 – 23 VII 1935    | zastępca dowódcy 24 pal |
| mjr / ppłk art. Władysław Suryn           | 23 VII 1935 – 31 VIII 1939 | dowódca 33 pal          |